# Perilitus rutilus
Perilitus rutilus är en stekelart som först beskrevs av Christian Gottfried Daniel Nees von Esenbeck 1811.  Perilitus rutilus ingår i släktet Perilitus och familjen bracksteklar. Arten är reproducerande i Sverige. Inga underarter finns listade i Catalogue of Life.